# Za Ugory
Za Ugory – część wsi Moszczenica Wyżna w Polsce, położona w województwie małopolskim, w powiecie nowosądeckim, w gminie Stary Sącz.
W latach 1975–1998 Za Ugory administracyjnie należały do województwa nowosądeckiego.